# 言部
言部（）は、漢字を部首により分類したグループの一つ。
康熙字典214部首では149番目に置かれる（7画の3番目、酉集の3番目）。

## 概要
「言」字は言語で人に何かを伝えるといった言語行動を意味する。
他に言語行動を表す字に「語」字があるが、「言」がその人から発言し始めることを表すのに対し、「語」は他人の話に答えることや互いに話し合うことを表す。
また「言」字は目的語に聞き手となる人をとることなく、言及する事物だけを目的語にとるのに対し、「語」は聞き手を目的語にとることができる。名詞としては両者とも言語・言葉といった意味を持つ。
また日本語の「いう」に当たる字として他に「謂」や「曰」があるが、これらは人について批評したり、「 - という」といった事物の呼称を表す字であり、その異なる機能として「謂」は「 - にいう」というように間接目的語として聞き手の人物を導くのに使われ、「曰」は話した内容を引用するのに使われる。
その字源については、「舌」字に記号をつけた指事文字という説や「辛」（罪人に刑罰として刺青を入れる刀）と「口」の会意文字あるいは形声文字といった説がある。ちなみに「言」字の「口」のなかに「一」がある指示文字が「音」字である。
偏旁の意符としては言語や言語を使った活動に関することを示す。また形容詞として使われるとき、「誠」や「謹」のように品行道徳に関するものもある。多くは左側の偏の位置に置かれて左右構造を作り、時に下側の脚の位置に置かれて上下構造を作る。
その他異体字も多く、部分を変えた異体字（訛と譌など）、上下や左右の構造が異なる同字（讐と讎など）、表外字の拡張新字体（諫と諌、讚と讃、譖と譛など）、口部の異体字（善と譱、嘩と譁など）などが存在する。 
言部はこのような意符を構成要素に持つ漢字を収める。

## 字体差
筆記体である楷書では「言」の1画目は点とすることが多い。その他、短い横棒や短い縦棒にするものも見られる。
印刷書体（明朝体）において『康熙字典』は篆書や石経にもとづき「言」の1画目を短い横画とした。日本では新字体・表外漢字を問わず、康熙字典体に従っている。一方、中国の新字形・台湾の国字標準字体・香港の常用字字形表は1画目を点とする字形を採用し、「亠」系統の字形と統一させている。
| 康熙字典 日本 韓国 | 中国 台湾 香港 |
| ------------------ | -------------- |
| 言                 | 言             |

## 簡略字体
また中国の簡化字では偏の位置にあるとき、「讠」のように2画に簡略化される。さんずいと間違えやすいので注意が必要である。

## 部首の通称
- 日本：ごんべん・げん・ことば[1]
- 中国：言字旁・言字底
- 韓国：말씀언부（malsseum eon bu、ことばの言部)・말씀언변（malsseum eon byeon、ことばの言の偏）
- 英米：Speech radical

## 部首字
言
- 中古音
  - 広韻 - 語軒切、元韻、平声
  - 詩韻 - 元韻、平声
  - 三十六字母 - 疑母
- 現代音
  - 普通話 - ピンイン：yán 注音：ㄧㄢˊ ウェード式：yen2
  - 広東語 - Jyutping:jin4 イェール式:yin4
- 日本語 - 音：ゲン（漢音）・ゴン（呉音） 訓：いう・こと（ば）
- 朝鮮語 - 音：언(eon) 訓：말씀（malsseum、言葉）

## 例字
| 画数 | 例字                                                                                |
| ---- | ----------------------------------------------------------------------------------- |
| 0    | 言・𧥛・𧥜                                                                          |
| 2    | 計・訂・訃                                                                          |
| 3    | 記・訖・訓・訐・訌・訊・詫・討                                                      |
| 4    | 訛・訝・許・訣・訟・設・訥                                                          |
| 5    | 詒・詠・訶・詁・詞・証・詔・診・訴・詛・詑・註（註4）・詆・評・詈                   |
| 6    | 該・詭・詰・詣・誇・詬・詩・試・詢・詳・詮・詫・誅・誂・誄・話・誠                  |
| 7    | 誨・誡・誑・語・誤（誤・誤）・誥・誌・誦・誚・誓・説・認・誣・誘                    |
| 8    | 課・誼・諏・諄・誰・請・諍・諾・談・調・諂・諌・誹・諚・諒・論・誕・諸              |
| 9    | 諳・謂・謁（謁8）・諧・諤・諫・諱・諠・諺・諢・諮・諡・諜・諦・諷・諞・謀・諭（諭） |
| 10   | 謙・謇・講・謚・謝・謖・謄・謐・謨・謗・謎・謠（謡9）                               |
| 11   | 謹（謹10）・謳・謦・謫・謾・謬                                                      |
| 12   | 譏・譎・識・證（証5）・譖・譚・譜                                                   |
| 13   | 警（警12）・譫・譟・譬・譯（訳4）                                                   |
| 14   | 譴・護（護13）・譽（誉6）・𧭛・辯                                                   |
| 15   | 讀（読7）                                                                           |
| 16   | 讎（讐）・                                                                          |
| 17   | 讒・讓（譲13）・讖                                                                  |
| 18   | 讙（讙17）                                                                          |
| 19   | 讚（讃15）                                                                          |
| 21   | 𧮥・𧮦                                                                              |

### 最大画数
𧮩